# Lillie (Matts Ödgislasons ätt)
För andra betydelser, se Lillie (olika betydelser).
Lillie var en medeltida frälseätt som dog ut i början av 1500-talet och därmed inte fortlevde länge nog att introduceras på riddarhuset. Äldste kände medlemmen är Sune Andersson, som dock antagits vara sonson till en Sune Sik begravd i Vreta. Ätten har på grund av en tvivelaktig uppgift hos Rasmus Ludvigsson förts samman med Lillie af Greger Mattssons ätt, som även lade till en särskiljning till sitt namn på basis av denna uppgift.

## Medlemmar av ätten
- Matts Ödgislason till Lagnö, (död ca 1443) riddare, väpnare (1434) och riksråd samt lagman i Södermanlands län år 1440 och utsedd till ståthållare vid Åbo slott Finland. Gift med Ingeborg Gregersdotter (Aspenäsätten)
  - Gregers Matsson riksråd och lagman i Västmanlands län och sedermera i Uppland.
    - Mattias Gregersson (Lillie), svensk präst och ämbetsman samt slutligen biskop i Strängnäs, Södermanland, Sverige, Avrättades i Stockholms blodbad 1520.
    - Bengt Gregersson (Lillie), (1455–1501), riddare och riksråd
      - Brita Bengtsdotter (Lillie) (ca 1490 – 1560) gift med Bengt Gylta (avrättad i Stockholms blodbad)

    - Folke Gregersson (Lillie), (ca 1474-1507) riksråd, dubbad till riddare vid Kung Hans kröning den. Gift 15 september 1499 med Birgitta Hansdotter (Tott).